# Miltochrista pica
Miltochrista pica là một loài bướm đêm thuộc phân họ Arctiinae, họ Erebidae.